# 10e étape du Tour d'Espagne 2007

La 10e étape du Tour d'Espagne 2007 eut lieu le 10 septembre. Le parcours de 220 kilomètres relie Benasque à la station de sports d'hiver d'Ordino-Arcalis.

## Récit
La 10e étape de ce Tour d'Espagne peut être qualifiée d'étape reine. Elle est à la fois la plus longue (214 km) et l'une des plus difficiles : après deux côtes de 2e catégorie (Coll de Fadas et Puerto de la Cruz de Perves), les coureurs devront enchaîner le Puerto del Canto (1re catégorie), et surtout la célèbre ascension finale vers Arcalis, en Principauté d'Andorre.
176 coureurs sont au départ de l'étape. Óscar Freire n'est plus dans le peloton, comme il l'avait préalablement annoncé, préférant se préserver pour les championnats du monde. Janez Brajkovič, porteur du maillot or en 2006, abandonnera également durant cette étape.
Un groupe de 18 hommes s'échappe dans le Coll de Fadas. Au sommet du Puerto del Canto, à près de 80 kilomètres de l'arrivée, leur avance est de 4 minutes sur un peloton contrôlé par la Rabobank, puis par la Team CSC. Dans la vallée andorrane, en léger faux plat montant, l'équipe CSC imprime un rythme plus soutenu permettant de réduire l'écart, puis dès le début de l'ascension vers Arcalis, de revenir sur les coureurs distancés du groupe d'échappés. Deux coureurs résistent au retour du peloton : Jurgen Van Goolen et Ludovic Turpin.
A six kilomètres de l'arrivée, ce duo est rattrapé par Manuel Beltrán, qui les lache ensuite aisément. L'espagnol est repris à 3 kilomètres par un groupe formé par Denis Menchov, Carlos Sastre, Cadel Evans, Leonardo Piepoli, Vladimir Efimkin et Samuel Sánchez. Malgré plusieurs attaques de Sastre et Piepoli, qui mettent en difficulté Samuel Sanchez, ces sept coureurs arrivent groupés au dernier kilomètre, emmenés par Piepoli. Menchov lance le sprint à 300 mètres de l'arrivée et n'est pas rattrapé.
Menchov reste bien entendu leader au classement général. Il n'y a pas de changement notable parmi les prétendants à la victoire finale, les principaux poursuivants leaders terminant dans le même temps.

On notera le recul des Belges Devolder et Monfort, arrivés à deux minutes du vainqueur. Monfort sort du top 10, où entrent Piepoli et Beltran.

## Classement de l'étape
| \| 1. \| Denis Menchov \| \| en \| 5 h 47 min 05 s \| \| 2. \| Cadel Evans \| \| + \| \| \| 3. \| Samuel Sánchez \| \| \| \| \| 4. \| Manuel Beltrán \| \| \| \| \| 5. \| Carlos Sastre \| \| \| \| \| 6. \| Vladimir Efimkin \| \| \| \| \| 7. \| Leonardo Piepoli \| \| \| \| \| 8. \| Igor Antón \| \| \| 7 s \| \| 9. \| Ezequiel Mosquera \| \| \| 33 s \| \| 10. \| Daniel Moreno \| \| \| \| |                   |  |    |                 |
| 1. | Denis Menchov     |  | en | 5 h 47 min 05 s |
| 2. | Cadel Evans       |  | +  |                 |
| 3. | Samuel Sánchez    |  |    |                 |
| 4. | Manuel Beltrán    |  |    |                 |
| 5. | Carlos Sastre     |  |    |                 |
| 6. | Vladimir Efimkin  |  |    |                 |
| 7. | Leonardo Piepoli  |  |    |                 |
| 8. | Igor Antón        |  |    | 7 s             |
| 9. | Ezequiel Mosquera |  |    | 33 s            |
| 10. | Daniel Moreno     |  |    |                 |

## Classement général
| \| 1. \| Denis Menchov \| \| en \| 39 h 41 min 51 s \| \| 2. \| Vladimir Efimkin \| \| + \| 2 min 01 s \| \| 3. \| Cadel Evans \| \| \| 2 min 27 s \| \| 4. \| Carlos Sastre \| \| \| 3 min 02 s \| \| 5. \| Ezequiel Mosquera \| \| \| 4 min 35 s \| \| 6. \| Samuel Sánchez \| \| \| 4 min 42 s \| \| 7. \| Vladimir Karpets \| \| \| 5 min 49 s \| \| 8. \| Manuel Beltrán \| \| \| 5 min 56 s \| \| 9. \| Leonardo Piepoli \| \| \| 6 min 06 s \| \| 10. \| Stijn Devolder \| \| \| 6 min 28 s \| |                   |  |    |                  |
| 1. | Denis Menchov     |  | en | 39 h 41 min 51 s |
| 2. | Vladimir Efimkin  |  | +  | 2 min 01 s       |
| 3. | Cadel Evans       |  |    | 2 min 27 s       |
| 4. | Carlos Sastre     |  |    | 3 min 02 s       |
| 5. | Ezequiel Mosquera |  |    | 4 min 35 s       |
| 6. | Samuel Sánchez    |  |    | 4 min 42 s       |
| 7. | Vladimir Karpets  |  |    | 5 min 49 s       |
| 8. | Manuel Beltrán    |  |    | 5 min 56 s       |
| 9. | Leonardo Piepoli  |  |    | 6 min 06 s       |
| 10. | Stijn Devolder    |  |    | 6 min 28 s       |

## Classements annexes
| Classement | Coureur          | Total             |
| ---------- | ---------------- | ----------------- |
| points     | Paolo Bettini    | 81 pts            |
| montagne   | Denis Menchov    | 71 pts            |
| combiné    | Denis Menchov    | 4 pts             |
| équipe     | Caisse d'Épargne | 119 h 23 min 36 s |